# Wellington-Nord
Pour les articles homonymes, voir Wellington (homonymie).
Wellington-Nord fut une circonscription électorale fédérale de l'Ontario, représentée de 1867 à 1953.
C'est l'Acte de l'Amérique du Nord britannique de 1867 qui divisa le comté de Wellington en trois districts électoraux, Wellington-Centre, Wellington-Nord et Wellington-Sud. Abolie en 1952, elle fut redistribuée parmi Dufferin—Simcoe, Wellington-Sud et Wellington—Huron.

## Géographie
En 1867, la circonscription de Wellington-Centre comprenait:
- Les cantons d'Amaranth, Arthur, Luther, Minto, Maryborough et Peel
- Le village de Mount Forest

En 1933, elle comprenait:
- Dans le comté de Wellington:
  - Les cantons d'Arthur, Erin, Garafraxa West, Maryborough, Minto et West Luther
- Dans le comté de Dufferin:
  - Les cantons Garafraxa East et East Luther

## Députés
1. 1867-1872 — George Alexander Drew, L-C
2. 1872-1878 — Nathaniel Higinbotham, PLC
3. 1878-1882 — George Alexander Drew, L-C (2)
4. 1882-1900 — James McMullen, PLC
5. 1900-1904 — Edwin Tolton, CON
6. 1904-1907 — Thomas Martin, PLC
7. 1907-1911 — Alexander Munro Martin, PLC
8. 1911-1921 — William Aurelius Clarke, CON
9. 1911-1925 — John Pritchard, PPC
10. 1925-1930 — Duncan Sinclair, CON
11. 1930-1945 — John Knox Blair, PLC
12. 1945-1949 — Lewis Menary, PC
13. 1949-1953 — Arnold Darroch, PLC

- CON = Parti conservateur du Canada (ancien)
- L-C = Parti libéral-conservateur
- PC = Parti progressiste-conservateur
- PLC = Parti libéral du Canada
- PPC = Parti progressiste du Canada